# Mehr Chand Khanna
Mehr Chand Khanna (paschtunisch مهر شنص خنها; * 1. Juni 1897 in Peschawar, Britisch-Indien, heute Pakistan; † 20. Juli 1970 in Neu-Delhi) war ein indischer Politiker des Indischen Nationalkongresses (INC), der unter anderem zwischen 1955 und 1962 Mitglied der Rajya Sabha sowie im Anschluss von 1962 bis 1967 Mitglied der Lok Sabha war. Darüber hinaus bekleidete er zwischen 1954 und 1966 zahlreiche Ministerposten.

## Leben

### Minister der Nordwestlichen Grenzprovinz und Berater der Regierung Nehru
Khanna absolvierte seine schulische Ausbildung am Edward’s College in seiner Geburtsstadt Peschawar. Anfang der 1930er Jahre wurde er Mitglied des von der Regierung von Britisch-Indien eingesetzten Ausschusses für die Regulierung von Straftaten im Grenzgebiet (Frontier Crimes Regulations Enquiry Committee) und gehörte zwischen 1932 und 1947 als Mitglied der Legislativversammlung der Nordwestlichen Grenzprovinz an. Für diese nahm er 1933 an einer Sitzung des Gemeinsamen Ausschusses in London teil. 1937 bekleidete er erstmals das Amt des Finanzministers der Nordwestlichen Grenzprovinz und nahm 1942 als Mitglied der indischen Delegation auch an der Konferenz des Institute of Pacific Relations (IPR) in Kanada teil. 1945 war er erneut Finanzminister der Nordwestlichen Grenzprovinz während der Amtszeit von Premierminister Khan Sahib.
Nach der Unabhängigkeit Indiens vom Vereinigten Königreich am 15. August 1947 fungierte Khanna zwischen 1948 und 1954 als Berater der Regierung von Premierminister Jawaharlal Nehru für Rehabilitationsfragen. Als solcher nahm er am 1. und 4. August 1954 an Gesprächen mit Vertretern der Regierung Pakistans über die Sicherung, den Erhalt und die Instandhaltung religiöser Plätze in Indien und Pakistan teil.

### Minister und Mitglied der Rajya Sabha
1954 wurde er von Premierminister Nehru zum Minister für Rehabilitation in dessen zweites Kabinett berufen. In dieser Funktion unterzeichnete er am 15. April 1955 in Karatschi mit Khan Sahib, der nunmehr Kommunikationsminister Pakistans war, ein Übereinkommen zur Wiederaufnahme des Eisenbahnverkehrs zwischen Indien und Pakistan.
Am 13. Mai 1955 wurde er zudem Mitglied der Rajya Sabha, des Oberhauses des indischen Parlaments, dem er bis zum 26. Februar 1962 angehörte. Im dritten Kabinett Nehru übernahm er am 4. April 1957 das Amt des Ministers für Rehabilitation und Angelegenheiten der Minderheiten.
Bei den Wahlen im Februar 1962 wurde Khanna als Kandidat der Kongresspartei in einem zu Delhi gehörenden Wahlkreis für Neu-Delhi zum Mitglied der Lok Sabha, dem Unterhaus des indischen Parlaments, gewählt und gehörte diesem bis zum Ende der dritten Legislaturperiode 1967 an, nachdem er zuvor sein Parlamentsmandat bei den Wahlen im Februar 1967 an Manohar Lal Sondhi von der Bharatiya Jana Sangh (BJS) verloren hatte. 
Am 2. April 1962 übernahm Khanna im vierten Kabinett von Premierminister Nehru das Amt des Ministers für öffentliche Arbeiten, Wohnungsbau und Versorgung und übte dieses Amt auch in der darauf folgenden Regierung von Premierminister Lal Bahadur Shastri sowie in der ersten Regierung von Premierministerin Indira Gandhi bis zum 12. März 1967 aus. In dieser Funktion nahm er im November 1966 an einer allindischen Konferenz von elf Freundschaftsgesellschaften zwischen der DDR und Indien teil. Zu den weiteren Teilnehmern gehörte der damalige Minister für Arbeit, Beschäftigung und Rehabilitation, Jagjivan Ram, die Vizepräsidentin der Rajya Sabha, Violet Alva, sowie der ehemalige Verteidigungsminister V. K. Krishna Menon.
Aus seiner am 15. Juni 1915 geschlossenen Ehe mit Ram Piyari Khanna gingen zwei Söhne und drei Töchter hervor.